# (400353) 2007 VX104
(400353) 2007 VX104 es un asteroide perteneciente al cinturón de asteroides descubierto el 3 de noviembre de 2007 por el equipo del Spacewatch desde el Observatorio Nacional de Kitt Peak, Arizona, Estados Unidos.

## Designación y nombre
Designado provisionalmente como 2007 VX104.

## Características orbitales
2007 VX104 está situado a una distancia media del Sol de 2,387 ua, pudiendo alejarse hasta 2,836 ua y acercarse hasta 1,938 ua. Su excentricidad es 0,187 y la inclinación orbital 4,454 grados. Emplea 1347,57 días en completar una órbita alrededor del Sol.

## Características físicas
La magnitud absoluta de 2007 VX104 es 17,6. 